# Петербурзька академія мистецтв
Петербу́рзька Акаде́мія мисте́цтв, також Імператорська академія мистецтв — науковий і навчальний заклад заснований у Петербурзі в 1757 році.

## Історія виникнення

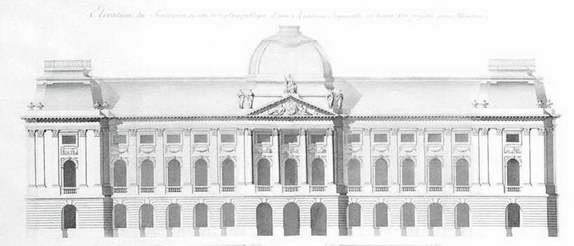
Жак-Франсуа Блондель. Проєкт Академії мистецтв для Москви, замовлений І. І. Шуваловим, фасад. Перероблений для Петербурга.

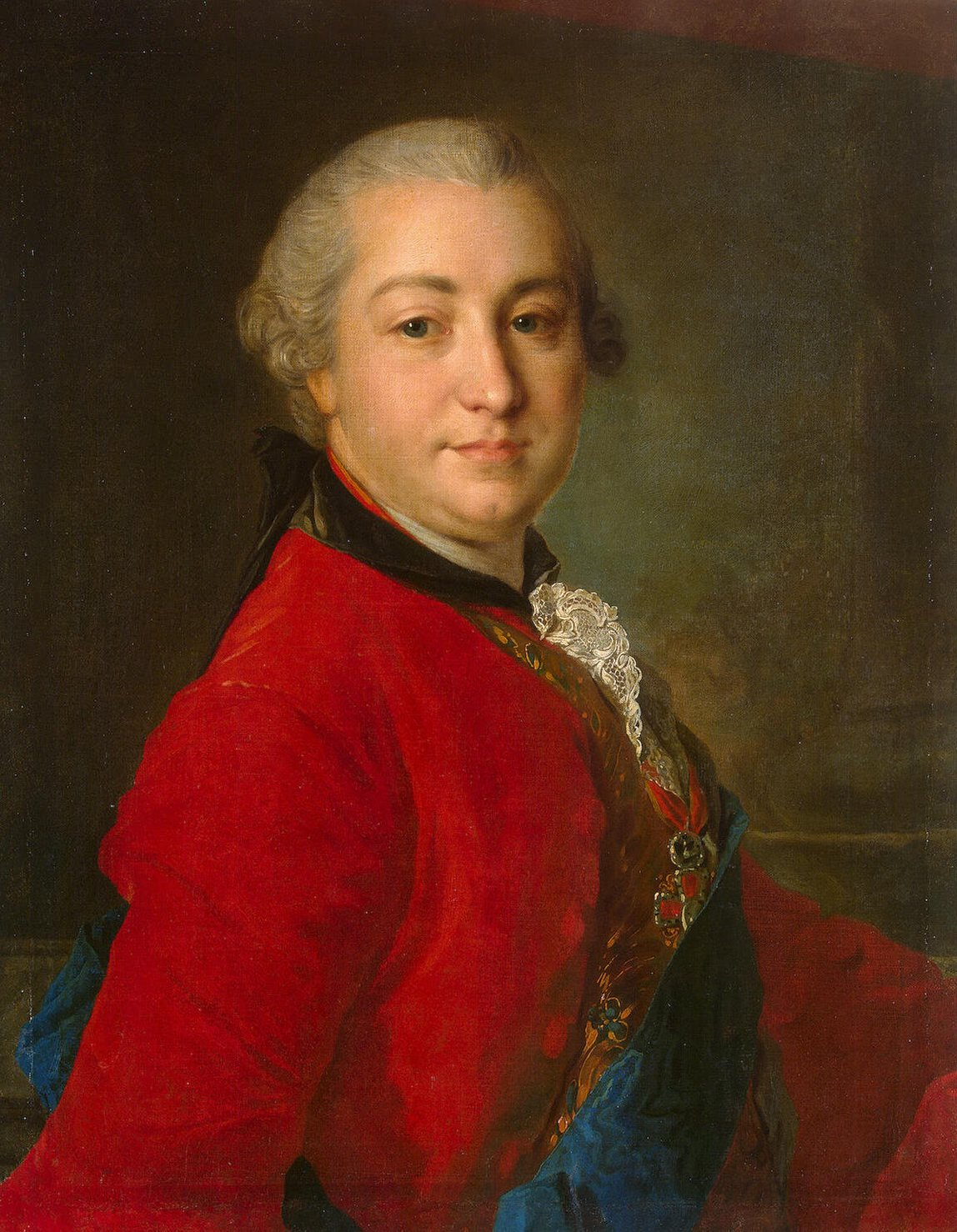
Худ. Ф. Рокотов. Граф І. І. Шувалов. Ермітаж.

Ініціатором заснування Академії мистецтв в Росії був вельможа, граф І. І. Шувалов. Це був один з найбільш освічених людей середини 18 століття, палкий прихильник культури Франції. Саме він був фундатором Московського університету, а Академію бачив філією Московського університету. Наближення до імператриці Єлизавети ІІ і посада фактичного фаворита давала змогу долати усі перешкоди. Шувалов так поспішав з заснуванням, що віддав під засновану в 1757 р. Академію мистецтв деякі приміщення свого палацу на вулиці Італійській в Петербурзі. Перші роки існування Академія і була філією Московського університету, але з розташуванням у столиці.
Аби виховання майбутніх митців було досить плідним, Шувалов передав для навчання свою картинну галерею західноєвропейських майстрів (близько 100 творів), де були
- Андреа Челесті
- Паоло Веронезе
- Алессандро Маньяско
- Джордано Лука
- Жан-Батіст Ґрез та ін.

## Реформи Катерини ІІ в Академії мистецтв

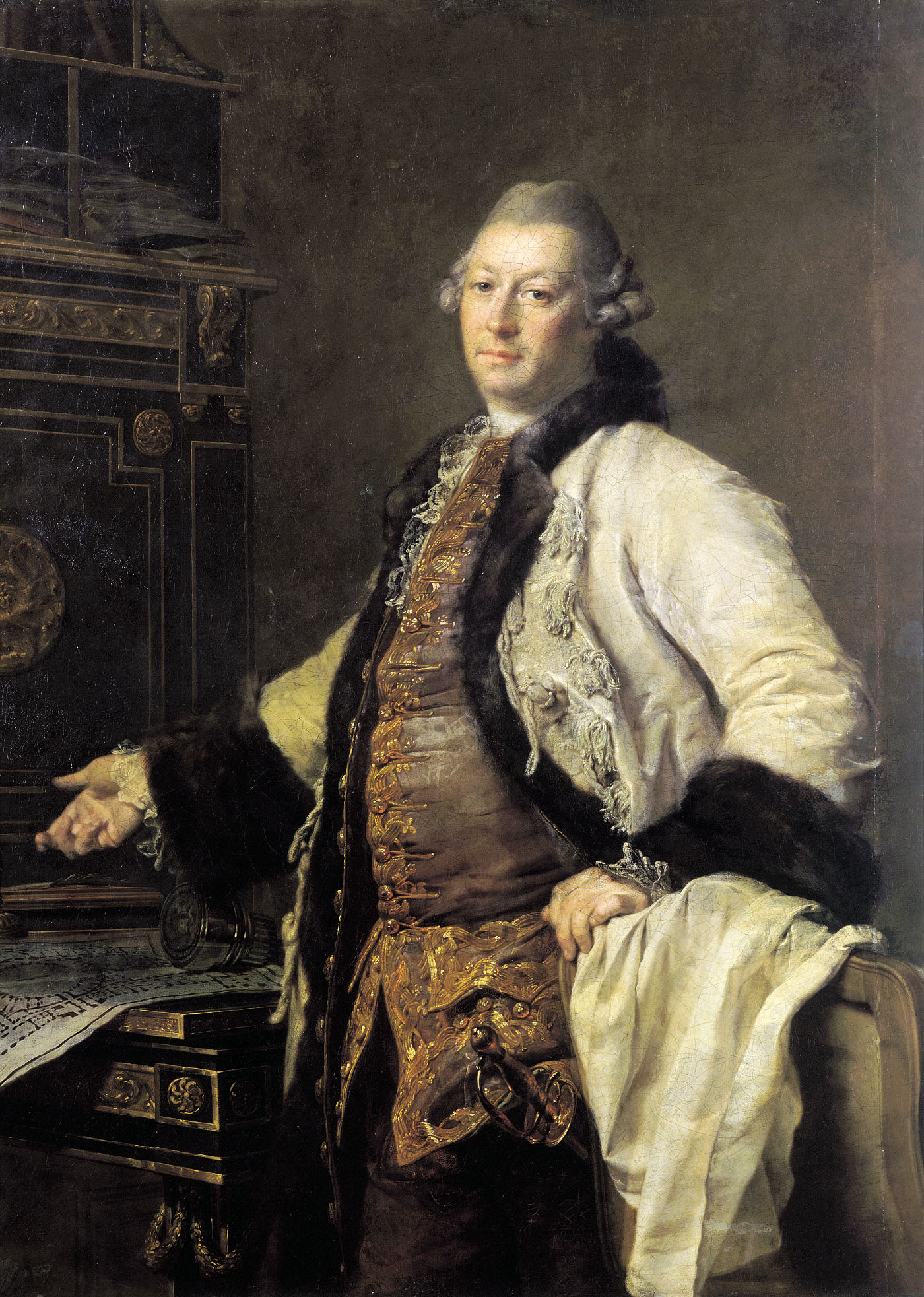
Худ. Дмитро Левицький. Портрет архітектора Олександра Кокорінова, автора поземного плану Академії мистецтв.

У 1764 році нова імператриця Катерина II, що демонструвала прихильність ідеям Просвітництва, дарувала Академії мистецтв автономію від університету, новий штат і устав. Для Академії за наказом імператриці почали будувати окреме приміщення на Василівському острові (архітектори Ж. Б. Валлєн Деламот і О. Ф. Кокорінов). Будівництво тривало з 1764 по 1788 рік. Невдоволення активною діяльністю графа І. Шувалова по створенню Академії і бажання Катерини II перехопити його славу фундатора призвело до відставки Шувалова і вимушеного переїзду того до Європи у довге відрядження.
На чолі Академії імператриця поставила особу, наближену до свого престолу, І. Бецького. Той і заснував при Академії Виховальне училище. Широкі плани по діяльності закладу майже не виконувались, за винятком запрошення іноземних викладачів, посилання деяких випускників на стажування за кордон і поповнення колекцій в самій Академії. Свою колекцію гравюр і малюнків Бецький передав Академії, де були
- Альбрехт Дюрер
- Ерколе де Роберті
- Сальватор Роза
- Жак Белланж та багато другорядних і малоталановитих майстрів. Мистецька вартість колекцій Бецького була невеликою, про що писали ще сучасники у 18 столітті.

Традицією зробили і вимогу дарувати картини від новоприбулих іноземних викладачів (наприклад, Ле Лоррен передав 160 малюнків, Ж. Лагрене — 190, скульптор Етьєн Моріс Фальконе — картину Франсуа Буше і Карло Ванлоо).
В музей при Академії також передали картини з палаців Петергофа, Оранієнбаума, картини, реквізовані у князя Сапеги та приватних зібрань тощо.

## Первісна структура Академії мистецтв

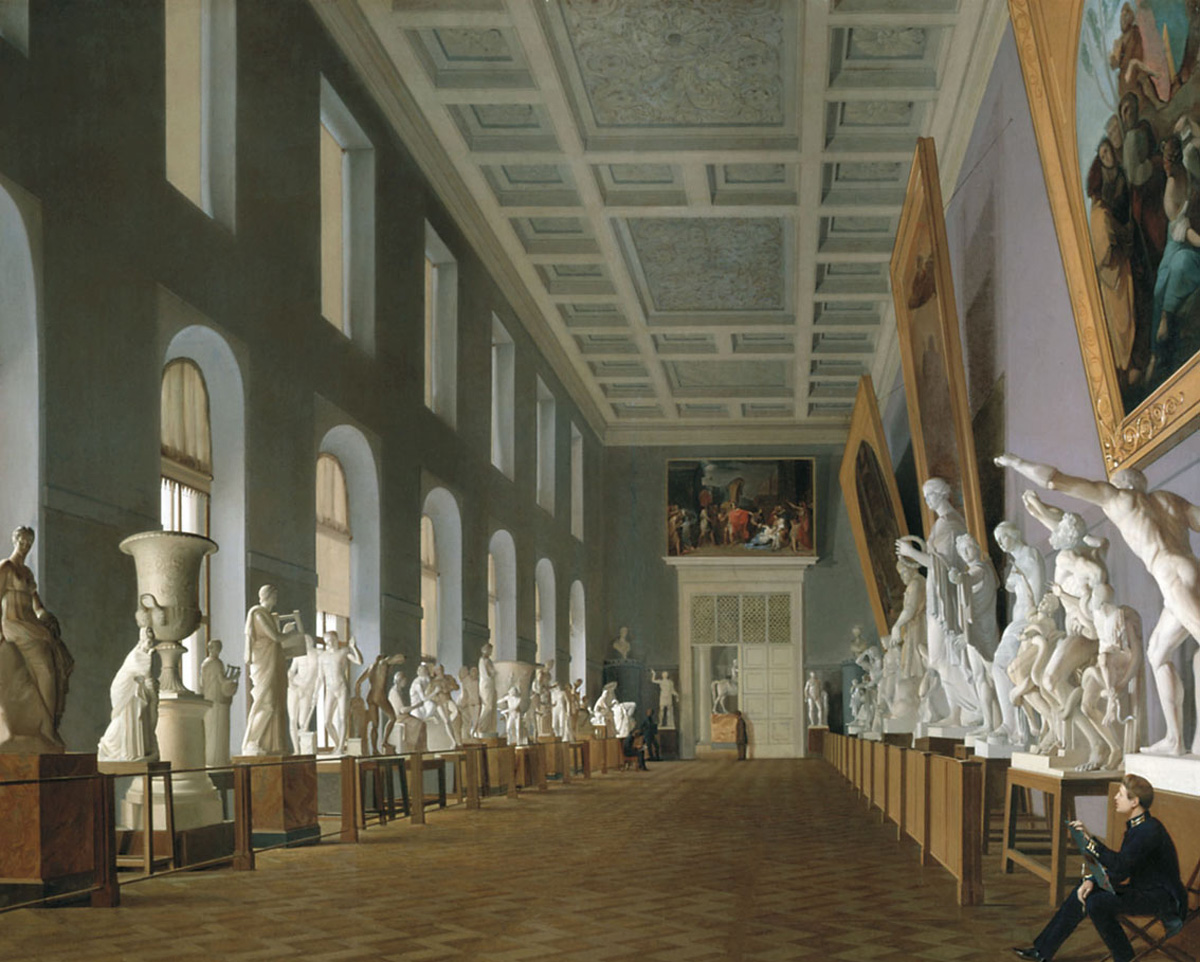
Друга Антична галерея Імператорської Академії мистецтв.

На кінець 18 століття Академія мистецтв мала
- клас живопису
- клас скульптури
- клас архітектури
- майстерню гравюри
- ливарну майстерню (відкриту у 1786 р.)
- майстерню з ремонту годинників, куди відсилали нездібних учнів
- театр при навчальному закладі
- бібліотеку
- музей (картини, малюнки, гравюри, гіпсові копії скульптур Греції і Риму, теракоти, мармурові скульптури)

В Академію брали дітей слуг, солдатів, позашлюбних дітей . Курс навчання тривав до 15 років. Випускникам Академії дарувалося дворянство.
Невизначеність вихованців в майбутньому фаху, неспроможність розпізнати талант погано відбилося на художніх кадрах випускників. Найталановитіші художники 18 століття розвинулись по-за стінами Академії або були залучені до закладу після свого визнання (Федір Рокотов, Дмитро Левицький, Володимир Боровіковський тощо). Майже так складалась ситуація і з найкращими архітекторами доби, серед яких Василь Баженов, Іван Старов тощо.
Визначне місце зайняли лише вихованці скульптурного класу — Федот Шубін, Михайло Козловський, Іван Мартос. Бо цей мистецький фах тісно пов'язаний з складними технічними навичками і умовами створення скульптур, головним замовником яких була імператриця і найбагатші вельможі імперії. Великого поширення скульптури Академії не мали.

## 19 століття
Традиція дарунків Академії продовжилась і в 19 столітті. Найзначнішими були збірки
- графа Г. В. Орлова
- графа В. В. Мусіна-Пушкіна-Брюса
- графа Н. А. Кушелєва-Безбородко тощо. Остання збірка мала надзвичайне значення, бо формувалася в Парижі, де купували картини сучасних французьких майстрів. Родич Олександра Безбородко, українця за походженням, Н. А. Кушелєв мав в своїй збірці твори Барбізонської школи і картини Ежена Делакруа, які не купували навіть для Імператорського Ермітажу. Учні Академії, не виїжджаючи до Парижа, мали змогу бачити твори новітніх мистецьких течій Франції, провідного мистецького центру 19 століття.

Досить цікавою була і колекція старих майстрів Європи Кушелєва-Безбородко, де були
- Якоб Йорданс,
- Пітер Брейгель молодший
- Рубенс. Уся колекція налічувала 466 картин і 29 скульптур.

Вихованцями академії були живописці, скульптори, гравери, архітектори, а також багато радянських майстрів старшого покоління. У 18 та 1-й чверті 19 століття з Академію мистецтв зв'язаний розквіт російського класицизму. Згодом, зберігаючи значення школи високої професіональної майстерності, вона стала гальмом у розвитку російської художньої культури, підпорою ідеалістичної естетики, академізму. Демократична течія — «передвижництво» — виникла і розвивалася в боротьбі з Академію мистецтв.
У другій половині 19 століття в академії навчались Михайло Врубель, Серов Валентин, які не пройшли повного курсу навчання і довершили формування самостійно.

## У 20 столітті. Варварство змін без покращення стану
12 квітня 1918 року указом Раднаркому Академія мистецтв була повністю скасована, а академічний музей перестав функціонувати. Вище художнє училище при Імператорській Академії мистецтв у Санкт-Петербурзі в 1918 році перетворено в Петроградські державні вільні художньо-навчальні майстерні, у 1921 році перейменовано в Петроградські державні художньо-навчальні майстерні при відтвореній Академії мистецтв, в 1928 році перетворені у Вищий художньо-технічний інститут (ВХУТЕІН). У 1930 році ВХУТЕІН реорганізований в Інститут пролетарського образотворчого мистецтва (ІНПІІ). У 1932 р. ІНПІІ був перетворений в Ленінградський інститут живопису, скульптури і архітектури, якому в 1944 році було присвоєно ім'я Іллі Юхимовича Рєпіна. Назва зберігалася до 1990-х років, коли заклад був перетворений у Санкт-Петербурзький державний академічний інститут живопису, скульптури та архітектури імені І. Ю. Рєпіна.
Про перший етап дивацький реформ у колишній академії сповіщав В. Костін у власних спогадах. Молодий кореспондент газети «Комсомольская правда», В. Костін сам тоді діяв в дусі рреволюційний перетворень (скасувати все старе, замініти на нове). Йому надіслали матеріали про Ленінградський інститут пролетарського мистецтв у Москву. В них сповіщали про реорганізації в колишній академії мистецтв. Директор пролетарського інституту Маслов сприяв знищенню музею академії з його копіями скульптур доби античності, відродження на французького 18 століття. Коштовний живопис старих майстрів країн Західної Європи встигли вивезти у Державний Ермітаж, де згуртувались науковці і носії високої культури, далекі від безглуздого бажання нищити все старе тільки за те, що воно нещодавно було царським.
В. Костін разом із Решетовим створили гострий фейлетон «Ваня Дилдін керує мистецтвом», де засудили незграбність реформ директора Маслова, котрий перетворив колишню академію на просту майстерню зі створення революційних гасел для заводів і фабрик міста . Редактор газети теж діяв в дусі часу. Він подзвонив у відпопідний радянський заклад — прокуратуру… Вже ввечері того ж дня Маслов був арештований і проти нього розпочато слідство. Ніхто не думав, що їх дії — типовий донос, що для незграбного директора досить позбавлення посади, а не покарання у в'язниці. Скрізь панував непрофесіоналізм з драматичними для доль людей наслідками.

## Відомі випускники
Айвазовський Іван Костянтинович
Балавенський Федір Петрович
Васильківський Сергій Іванович
Врубель Михайло Олександрович
Галімський Владислав Михайлович
Гуржієнко Антон Михайлович
Калмиков Григорій Одіссейович
Кричевський Федір Григорович
Куїнджі Архип Іванович
Маковський Костянтин Єгорович
Маковський Микола Єгорович
Мурашко Микола Іванович
Ніколаєв Володимир Миколайович
Ніколаєв Іполит Володимирович
Орловський Володимир Донатович
Пархоменко Іван Кирилович
Перетяткович Мар'ян Мар'янович
Перов Василь Григорович
Пимоненко Микола Корнилійович
Покровський Володимир Миколайович
Рєпін Ілля Юхимович
Самокиш Микола Семенович
Суриков Василь Іванович
Трохименко Клим
Цисс Григорій Іванович
Шевченко Тарас Григорович
Шишкін Іван Іванович
Шовкуненко Олексій Олексійович

## Значення
Академія мистецтв відіграла велику роль в розвитку мистецтва в Російській Імперії. Вона мала також великий вплив на розвиток українського мистецтва. Тут виховувалося багато українських художників: Шевченко Тарас Григорович, В. Орловський, М. та О. Мурашки, С. Васильківський, В. Галімський, М. Пимоненко, скульптор Ф. Балавенський. Освіту здобули там і видатні майстри українського радянського малярства Самокиша Микола, Ф. Кричевський, К. Трохименко та інші. Академія мистецтв підтримувала рисувальні школи в Києві, Харкові, Одесі.
У 1918 імператорську Академію мистецтв скасовано і створено інші навчальні заклади.
1933 у Ленінграді організовано Всеросійську академію мистецтв, яка мала функції переважно навчальної установи. В 1947 Академію мистецтв перетворено у вищу наукову установу — Академію мистецтв СРСР (знаходиться у Москві).

## Історичні зображення академії

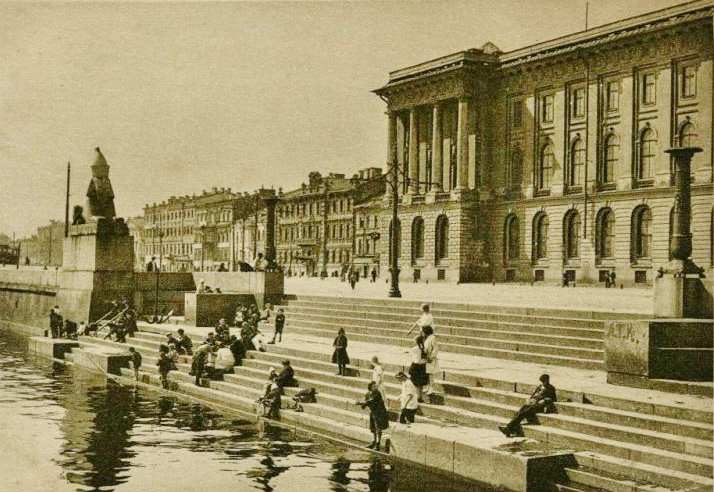
петербурзька академія мистецтв і набережна з єгипетськими сфінксами, фото кінця 19 ст.

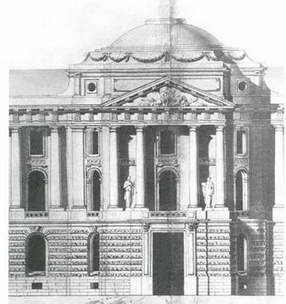
Арх. Валлєн Деламот. Центральна частина фасаду Академії мистецтв, проєкт 1773 р.
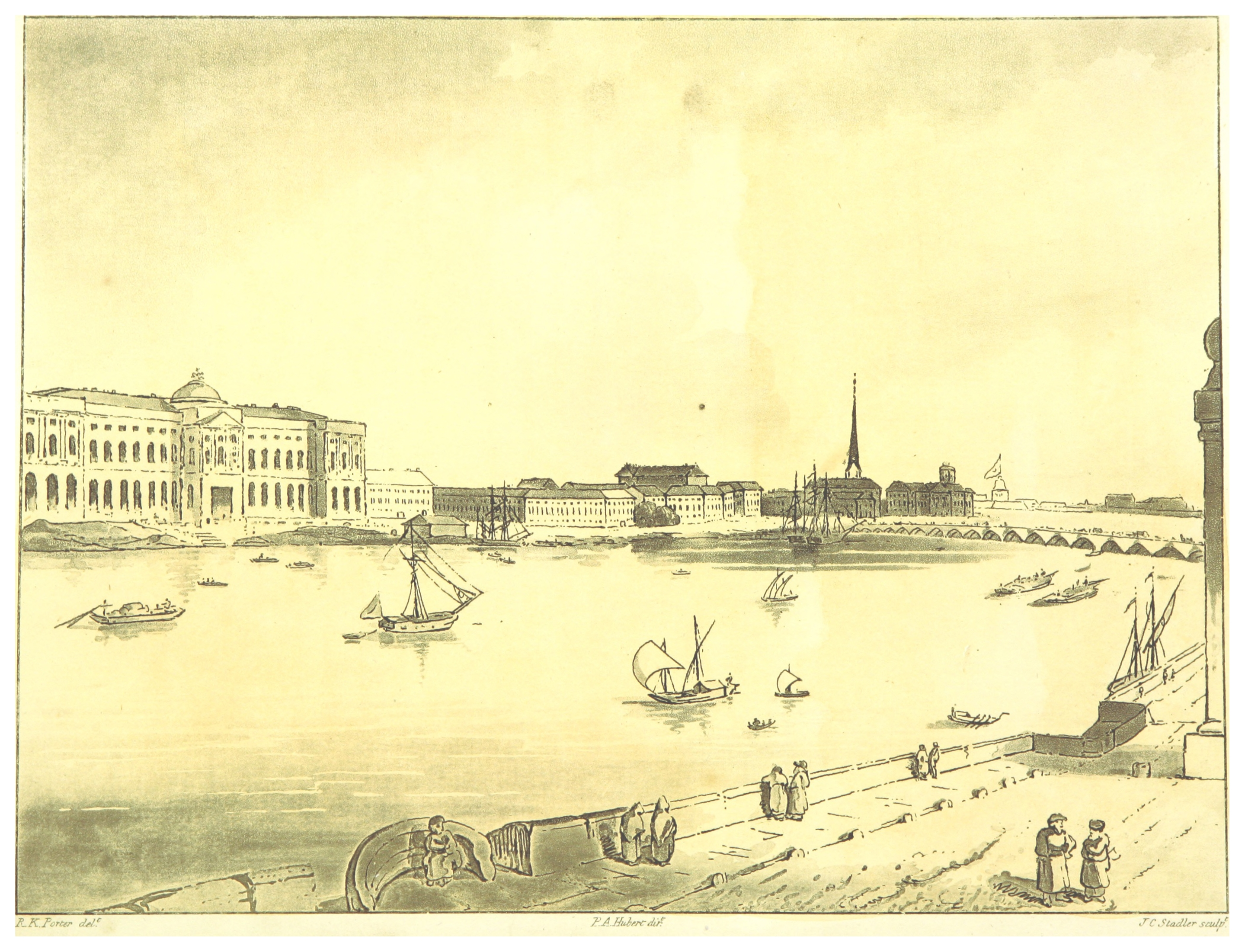
Роберт Кер Портер. «Академія мистецтв від Англійської набережної», з видання 1813 р.
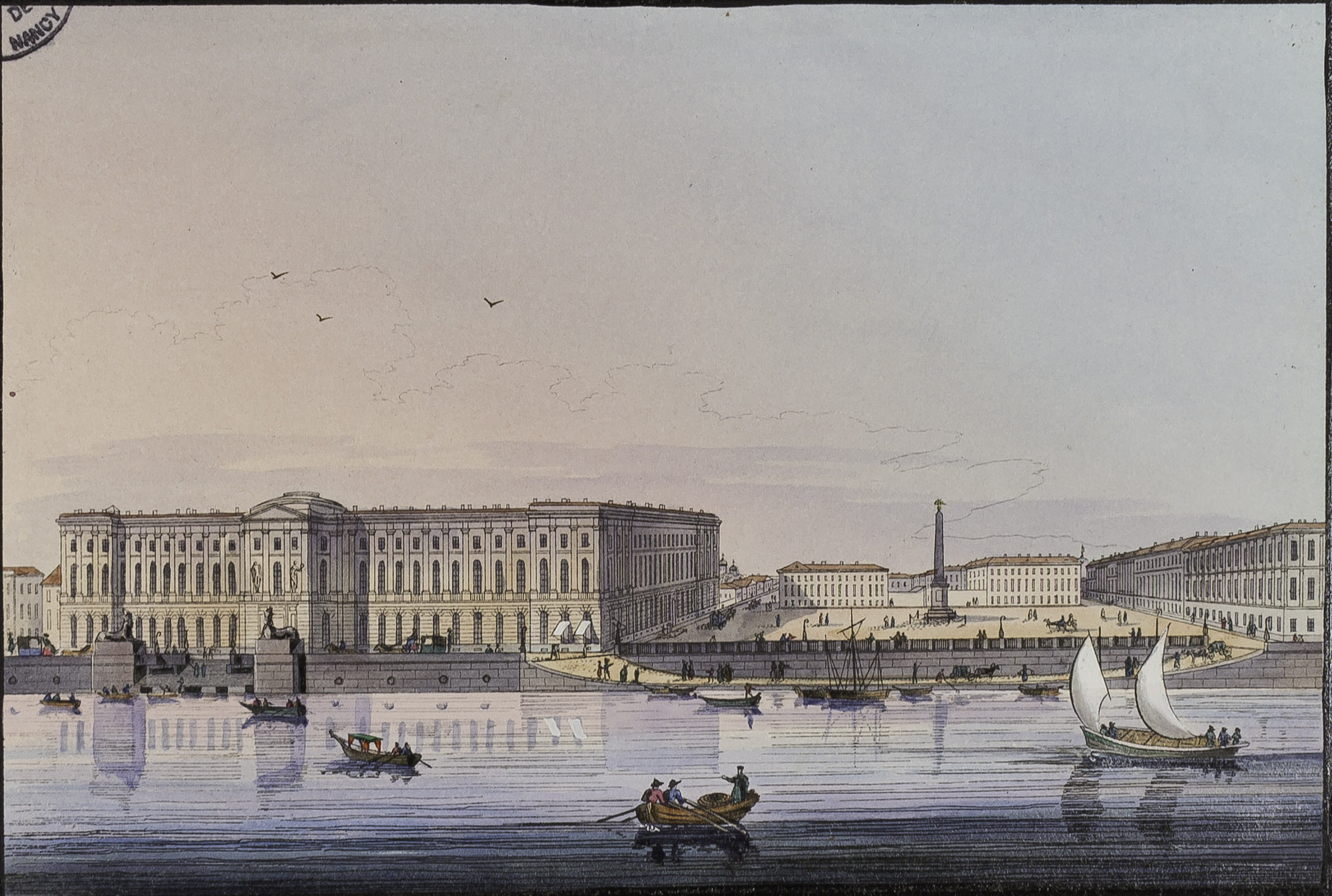
Карл Беггров. «Петербурзька академія мистецтв і Рум'янцевський обеліск (до створення сквера)»
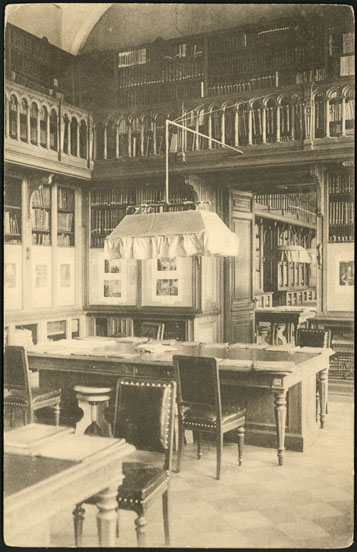
Бібліотека академії на початку 20 ст.
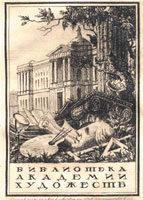
П. Шиллінговський. Экслібрис бібліотеки Петербурзької Академії мистецтв, офорт 1925 р.
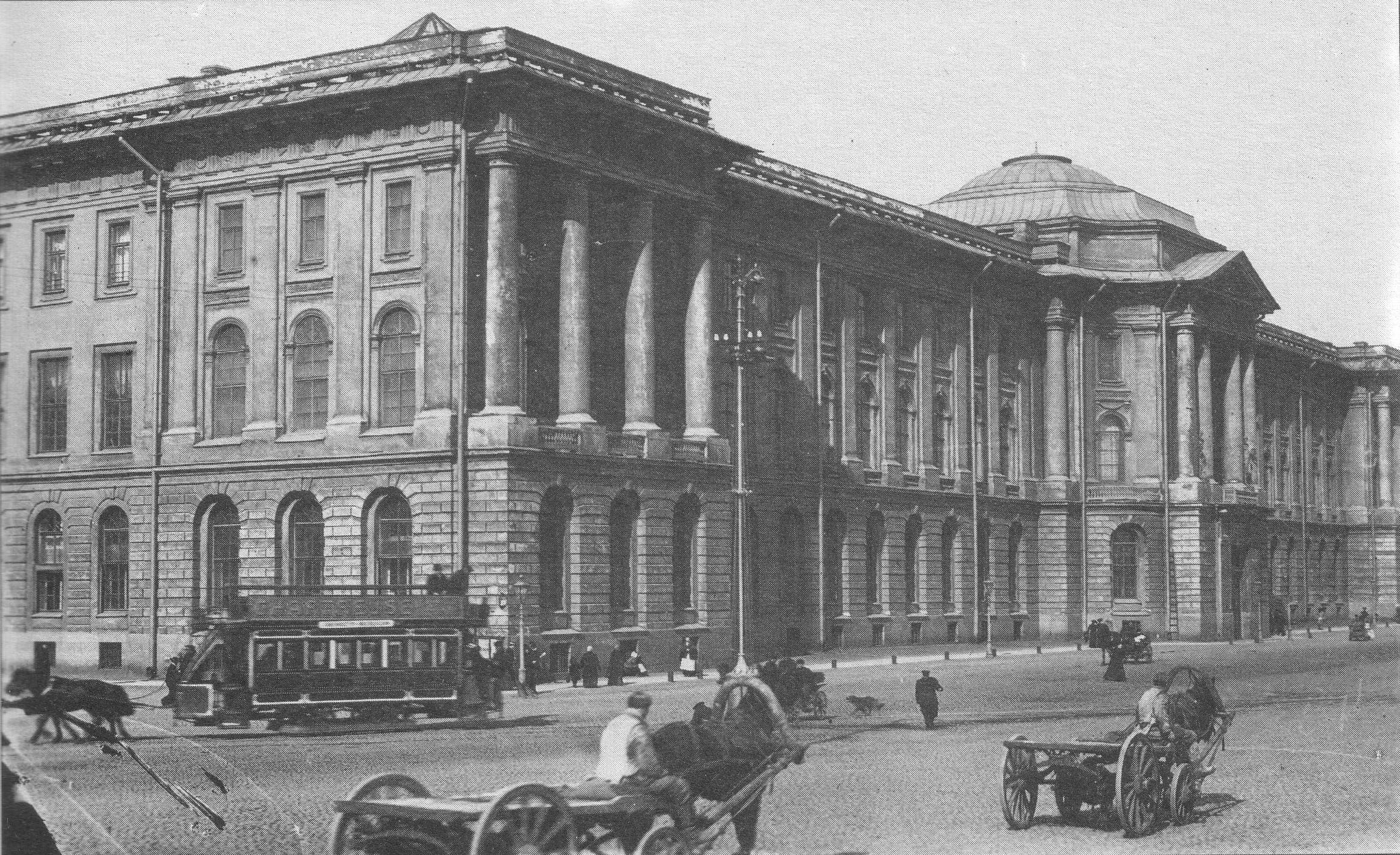
Фото 1903 року
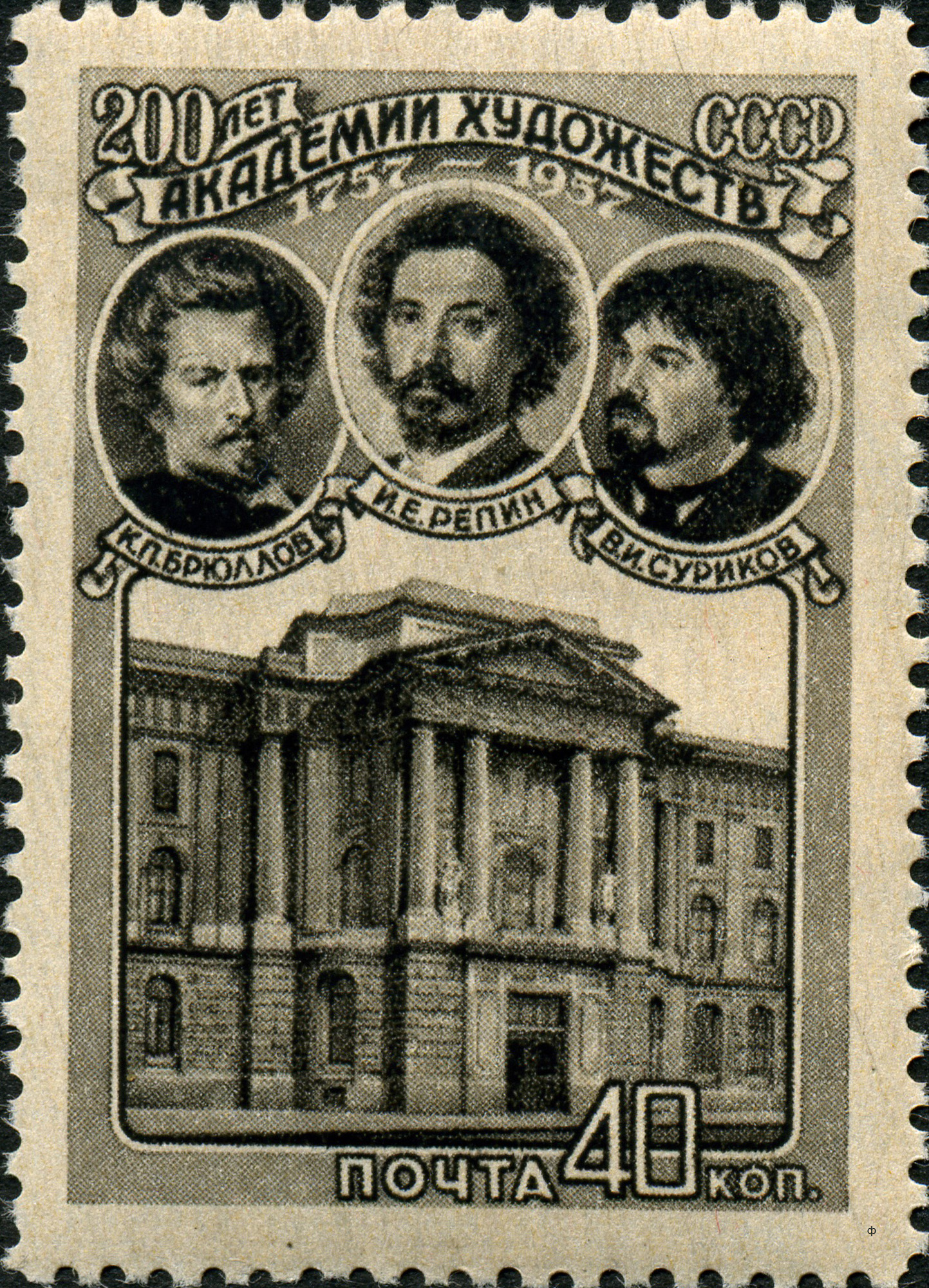
Петербурзька академія мистецтв, марка 200 років з року заснування 1757-1957

## Музей Тараса Шевченка

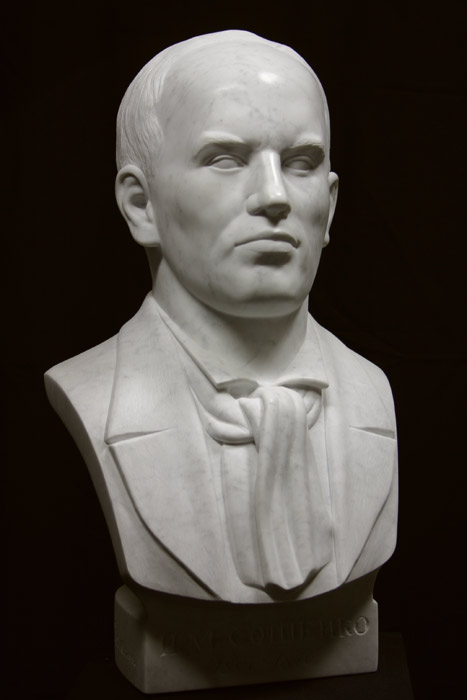
Сошенко Іван Максимович (скульптор Микола Шматько)

У приміщенні академії знаходиться Музей-квартира Тараса Шевченка, де можна оглянути меморіальну майстерню, художні роботи Шевченка, прижиттєві видання, приватні речі Шевченка, численну літературу з Шевченкіани. У цій квартирі Шевченко проживав в останні роки свого життя, тут 10 березня 1861 року він помер.
- Український меценат А. І. Дмитренко передав у дар музею Тараса Шевченка Академії Мистецтв (Санкт-Петербург) бюст українського художника Івана Сошенка роботи Миколи Шматька.[2][3]